# Parque Solar Bhadla
O Parque Solar Bhadla é o maior parque solar fotovoltaico do mundo. O parque ocupa uma área total de 5700 hectares em Bhadla, no Rajastão, no oeste da Índia.
O parque tem uma capacidade total de geração de 2245 megawatt.

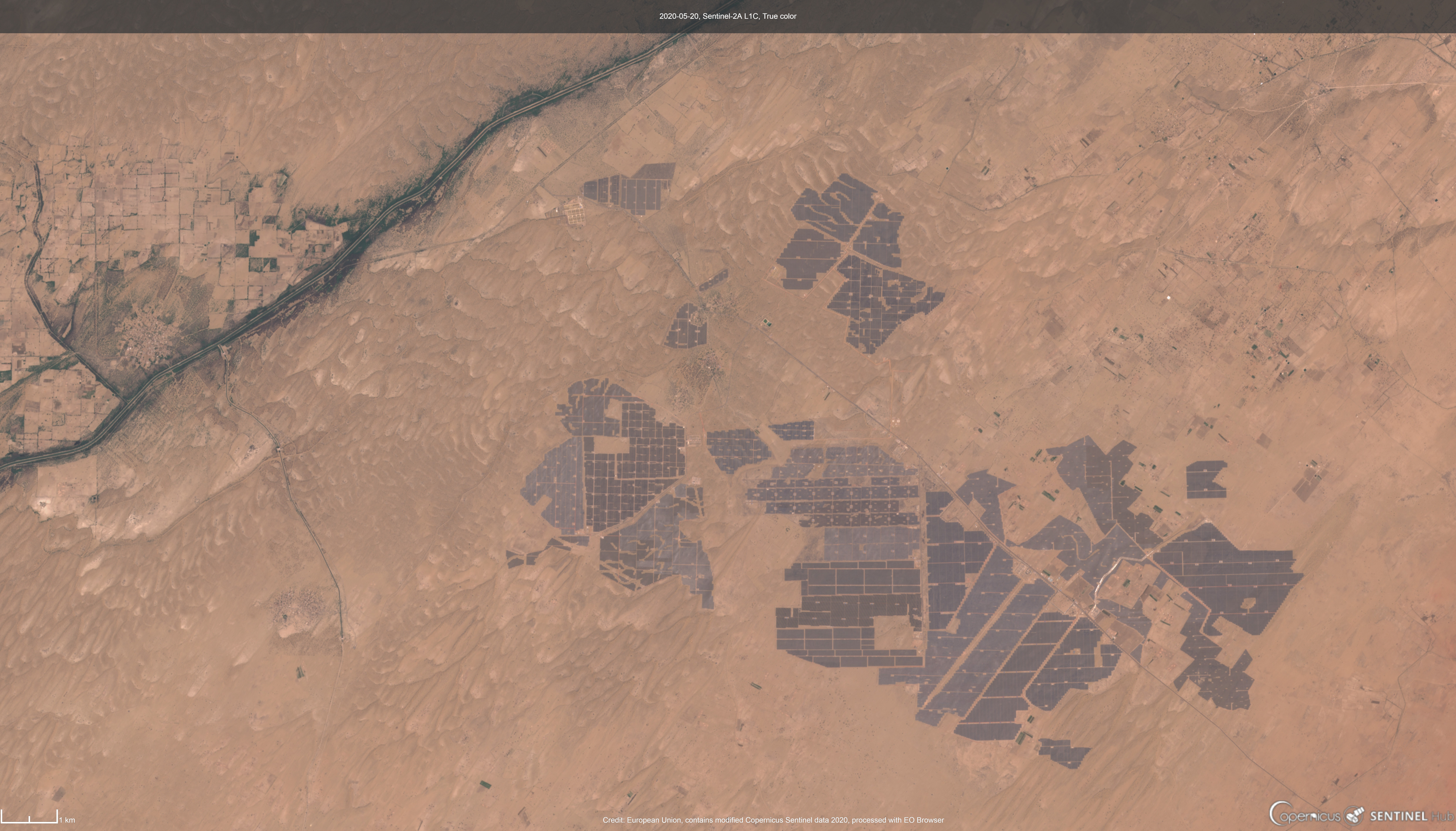
Extensão total do parque solar

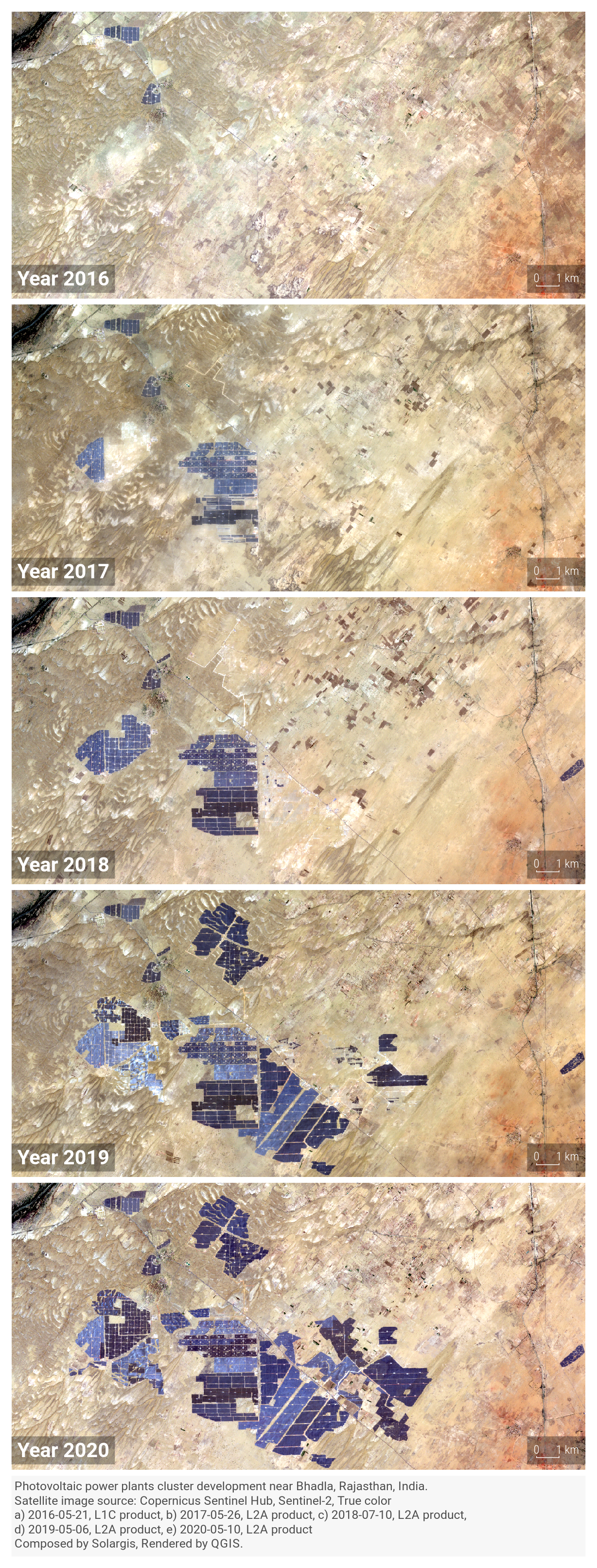
Etapas da construção do parque solar